# Kylie Kelce
Kylie Kelce (nascida McDevitt; 23 de março de 1992) é uma podcaster e personalidade midiática americana. Ela é a criadora e apresentadora do podcast Not Gonna Lie, que estreou no topo das paradas de podcast em dezembro de 2024.

## Começo da vida
Kylie McDevitt nasceu em 1992 em Narberth, Pensilvânia. Ela começou a jogar hóquei na grama no segundo ano do ensino fundamental. Durante seu tempo na Lower Merion High School, ela enfrentou problemas no quadril que exigiram cirurgia, permitindo que continuasse a jogar sem dor.
Kylie estudou no Montgomery County Community College antes de se transferir para a Cabrini University. Na Cabrini, ela se formou em comunicação e expressou interesse em seguir carreira na transmissão esportiva. Durante seu tempo na Cabrini, Kylie foi membro do time de hóquei na grama, que competia no nível NCAA Division III. Como titular durante quatro anos na defesa, ela foi reconhecida como Caloura do Ano da Colonial States Athletic Conference (CSAC) e recebeu honras All-CSAC quatro vezes, incluindo três seleções para o primeiro time. Ela se formou em 2017.

## Carreira
Kylie era a treinadora principal do time de hóquei em campo de sua alma mater, a Lower Merion High School.
Ela apoia a Eagles Autism Foundation, uma organização sob a tutela do Philadelphia Eagles que atua em questões relacionadas ao autismo, ajudando a organizar um evento anual de arrecadação de fundos em Ocean Drive, em Sea Isle City, Nova Jérsei, e também fazendo contribuições financeiras pessoais. Kylie participou do documentário Kelce, da Amazon Prime Video, que cobriu a vida do seu marido, Jason Kelce, durante a temporada da NFL de 2022. Ela apareceu no filme grávida do terceiro filho do casal.

### Podcast "Not Gonna Lie"
Kylie Kelce lançou um podcast, Not Gonna Lie ("Não vou mentir"), em dezembro de 2024. Produzido pela Wave Sports + Entertainment, o podcast estreou no topo das paradas em plataformas como Spotify e Apple. O programa traz entrevistas semanais com convidados da cultura pop, esportes e entretenimento, além de discussões sobre temas como paternidade moderna, redes sociais e mulheres no esporte. Kylie anunciou o podcast como uma oportunidade para abordar o interesse do público em sua família e dar sua perspectiva sobre diversos assuntos.
Em janeiro de 2025, Kylie respondeu a críticos do seu podcast Not Gonna Lie, incluindo fãs de Joe Rogan, cujo programa ela ultrapassou nas paradas dos mais ouvidos. De forma bem-humorada, ela explicou como os algoritmos amplificam o engajamento, observando que críticos que pesquisam seu nome só aumentam sua presença online. Ignorando aqueles que chamavam seu podcast de "amador", ela brincou dizendo que já tinha dito isso ela mesma.

## Vida pessoal
Em 2014, Kylie McDevitt conheceu Jason Kelce usando o aplicativo de namoro Tinder. Eles se casaram na Filadélfia em 14 de abril de 2018. O casal tem quatro filhas: Wyatt Elizabeth Kelce, nascida em 2 de outubro de 2019; Elliotte Ray Kelce, nascida em 4 de março de 2021; Bennett Llewellyn Kelce, nascida em 23 de fevereiro de 2023; e Finnley Anne Kelce, nascida em 30 de março de 2025. Kylie participou com vocais ao lado do marido na música "Loud Little Town", incluída no álbum natalino beneficente de 2024, A Philly Special Christmas Party.
Em maio de 2024, ela proferiu o discurso de formatura na Cabrini University, durante a cerimônia de graduação final da instituição. Em seu discurso, Kylie refletiu sobre suas experiências como mãe e ex-aluna da universidade.
Em dezembro de 2024, Kylie revelou que é Democrata e que suas opiniões políticas "tendem fortemente" para a esquerda.